# Colina selecta
Colina selecta is een slakkensoort uit de familie van de Cerithiidae. De wetenschappelijke naam van de soort is voor het eerst geldig gepubliceerd in 1898 door Melvill & Standen.